# Fagotrofia
Fagotrofia é a designação dada em biologia e ecologia ao comportamento das células ou organismos que obtêm os nutrientes por ingestão de organismos inteiros ou partes sólidas de organismos. É considerada o oposto a osmotrofia, a obtenção de nutrientes por absorção osmótica de substâncias dissolvidas.